# Piper sebastianum
Piper sebastianum är en pepparväxtart som beskrevs av Truman George Yuncker. Piper sebastianum ingår i släktet Piper och familjen pepparväxter. Inga underarter finns listade i Catalogue of Life.